# Ukrajinská ženská volejbalová reprezentace
Ukrajinská volejbalová reprezentace žen reprezentuje Ukrajinu na mezinárodních volejbalových akcích, jako je mistrovství světa nebo mistrovství Evropy.

## Mistrovství světa
| Rok/pořádající země        | Účast                           |
| -------------------------- | ------------------------------- |
| MS 1952 Sovětský svaz      | Bez účasti                      |
| MS 1956 Francie            | Bez účasti                      |
| MS 1960 Brazílie           | Bez účasti                      |
| MS 1962 Sovětský svaz      | Bez účasti                      |
| MS 1967 Japonsko           | Bez účasti                      |
| MS 1970 Bulharsko          | Bez účasti                      |
| MS 1974 Mexiko             | Bez účasti                      |
| MS 1978 Sovětský svaz      | Bez účasti                      |
| MS 1982 Peru               | Bez účasti                      |
| MS 1986 ČSSR               | Bez účasti                      |
| MS 1990 Čína               | Bez účasti                      |
| MS 1994 Brazílie           | 9. místo                        |
| MS 1998 Japonsko           | Bez účasti                      |
| MS 2002 Německo            | Bez účasti                      |
| MS 2006 Japonsko           | Bez účasti                      |
| MS 2010 Japonsko           | Bez účasti                      |
| MS 2014 Itálie             | Bez účasti                      |
| MS 2018 Japonsko           | Bez účasti                      |
| MS 2022 Nizozemsko, Polsko | Bez účasti                      |
| Celkem                     | Účast – 1× · – 0× · – 0× · – 0× |

## Mistrovství Evropy
| Rok/pořádající země                             | Účast              |
| ----------------------------------------------- | ------------------ |
| ME 1949 ČSR                                     | Bez účasti         |
| ME 1950 Bulharsko                               | Bez účasti         |
| ME 1951 Francie                                 | Bez účasti         |
| ME 1955 Rumunsko                                | Bez účasti         |
| ME 1958 ČSR                                     | Bez účasti         |
| ME 1963 Rumunsko                                | Bez účasti         |
| ME 1967 Turecko                                 | Bez účasti         |
| ME 1971 Itálie                                  | Bez účasti         |
| ME 1975 Jugoslávie                              | Bez účasti         |
| ME 1977 Finsko                                  | Bez účasti         |
| ME 1979 Francie                                 | Bez účasti         |
| ME 1981 Bulharsko                               | Bez účasti         |
| ME 1983 NDR Německo                             | Bez účasti         |
| ME 1985 Nizozemsko                              | Bez účasti         |
| ME 1987 Bulharsko                               | Bez účasti         |
| ME 1989 Německo                                 | Bez účasti         |
| ME 1991 Itálie                                  | Bez účasti         |
| ME 1993 Česko                                   | Bronzová medaile   |
| ME 1995 Nizozemsko                              | 7. místo           |
| ME 1997 Česko                                   | 7. místo           |
| ME 1999 Itálie                                  | Bez účasti         |
| ME 2001 Bulharsko                               | 4. místo           |
| ME 2003 Turecko                                 | 9. místo           |
| ME 2005 Chorvatsko                              | Bez účasti         |
| ME 2007 Belgie / Lucembursko                    | Bez účasti         |
| ME 2009 Polsko                                  | Bez účasti         |
| ME 2011 Itálie / Srbsko                         | 15. místo          |
| ME 2013 Německo / Švýcarsko                     | Bez účasti         |
| ME 2015 Belgie / Nizozemsko                     | Bez účasti         |
| ME 2017 Ázerbájdžán / Gruzie                    | 13. místo          |
| ME 2019 Slovensko / Maďarsko / Polsko / Turecko | 17. místo          |
| ME 2021 Srbsko / Řecko / Bulharsko / Rumunsko   | 12. místo          |
| ME 2023 Belgie / Estonsko / Německo / Itálie    | 9. místo           |
| Celkem                                          | – 0× · – 0× · – 1× |

## Olympijské hry
| Rok/pořádající země     | Účast                           |
| ----------------------- | ------------------------------- |
| LOH 1964 Tokio          | Bez účasti                      |
| LOH 1968 Mexico City    | Bez účasti                      |
| LOH 1972 Mnichov        | Bez účasti                      |
| LOH 1976 Montreal       | Bez účasti                      |
| LOH 1980 Moskva         | Bez účasti                      |
| LOH 1984 Los Angeles    | Bez účasti                      |
| LOH 1988 Soul           | Bez účasti                      |
| LOH 1992 Barcelona      | Bez účasti                      |
| LOH 1996 Atlanta        | 11. místo                       |
| LOH 2000 Sydney         | Bez účasti                      |
| LOH 2004 Athény         | Bez účasti                      |
| LOH 2008 Peking         | Bez účasti                      |
| LOH 2012 Londýn         | Bez účasti                      |
| LOH 2016 Rio de Janeiro | Bez účasti                      |
| LOH 2020 Tokio          |                                 |
| Celkem                  | Účast – 1× · – 0× · – 0× · – 0× |